# Dicliptera decaryi
Dicliptera decaryi är en akantusväxtart som beskrevs av Raymond Benoist. Dicliptera decaryi ingår i släktet Dicliptera och familjen akantusväxter. Inga underarter finns listade i Catalogue of Life.